# Санкт-Петербург (гостиница, Рига)
«Санкт-Петербург» — первая и старейшая гостиница в Риге, являвшаяся в своё время «лицевой» гостиницей города. В настоящее время здание гостиницы используется как офисное. Находится на площади Пилс в Старом городе.

## История строительства
Гостиница строилась в четыре этапа. На первом этапе, в 1750 году, было воздвигнуто здание, но только в 1764 году гостиница стала принимать первых постояльцев. Второй период строительства гостиницы «Петербург» начался в период реконструкции комплекса Рижского замка, которая производилась под руководством известного мастера реставрации Петра Ивановича Бока. Он получил заказ на выполнение масштабных работ по тотальной реконструкции резиденции генерал-губернатора Юрия Броуна. В Ригу архитектор прибыл 31 марта 1783 года. В ходе работ необходимо было расчистить пространство возле замка, избавившись от «неэстетичных» жилых построек, в большинстве своём деревянных, располагавшихся по периметру дворцового комплекса. Эти строения появились на месте старого городского рва Работы по сносу были успешно произведены к 1783 году, а домовладелец получил 37000 рублей в качестве компенсации. Так оформилась рижская Замковая площадь, а на свободном пространстве возникли сразу два важных общественных здания: Петровский императорский лицей, первоначально известный как Школа Каролина, и новое здание, для старой гостиницы «Петербург». После окончания реставрационных работ, которые курировала лично Екатерина Вторая в 1788 году, гостиница стала обретать известность среди путешественников различных профессий и родов деятельности.

## Первые знаменитые постояльцы
В 1789 году, 31 мая, из Санкт-Петербурга в Ригу прибыл русский писатель Николай Карамзин, остановившийся в этой гостинице и пробывший в ней ровно 1 день. В то же время летом 1789 года в лечебно-развлекательных целях в Ригу отправляется и Денис Фонвизин, который также предпочитает сделать остановку в гостинице «Петербург», получив предварительные отзывы о высоком качестве обслуживания в гостинице. Её основным преимуществом являлось удобное «церемониальное» расположение — аккурат перед официальной рабочей резиденцией рижских генерал-губернаторов, что предопределяло её высокий статус и громкую славу. В 1799 году в гостинице буквально на день останавливался фельдмаршал Александр Васильевич Суворов, совершавший маршрут в Италию через прибалтийские территории. В этой же гостинице однажды останавливается известный поэт, член литературной группировки «Арзамас» Василий Львович Пушкин, высоко оценивший гостиничный сервис.
В 1852 году был осуществлен проект перестройки и обновления здания гостиницы. И последняя, четвёртая реконструкция, в результате которой строение обрело свой современный вид, произошла в 1874 году. И далее она продолжила привлекать своим «высоким» месторасположением и не слишком фешенебельным антуражем, хотя и была предназначена для более обеспеченных приезжих. Тем не менее в условиях растущей конкуренции (появление и быстрое развитие гостиниц со схожей концепцией, таких как «Централь», «Франкфурт-на-Майне») следовало играть на понижении цен, чем и занялось руководство «передовой» гостиницы города.

## Остановка Юденича
В гостинице «Петербург» на несколько дней в противоречивый период подковерных интриг, которые вели представители государств-«союзников», остановился Николай Николаевич Юденич. Из этой гостиницы Юденич отправил курьера для приглашения из Митавы одного из военачальников периода борьбы за Прибалтику Павла Бермондта-Авалова. 27 сентября в гостинице состоялась важная беседа между Юденичем и посланником разумно осторожничавшего Бермондта, Чесноковым. Юденич в категоричной и безапелляционной форме требовал немедленной отправки войскового контингента в Нарву для разделения армейский белогвардейских частей, что противоречило объективно разумной стратегии. Беседа окончилась безрезультатно, Чесноков отправился из Риги к Бермондту, опасавшемуся провокаций со стороны войск новопровозглашённых республик-лимитрофов. Эта встреча оказалась значимой для дальнейшего развития борьбы между противоборствующими силами в этом регионе и оказала существенное влияние на акцию Бермондта по «принуждению к умиротворению» Латвийской республики.

## Подписание Рижского договора 1920 года
В этой гостинице, 11 августа 1920 года был подписан исторический для Латвии Рижский мирный договор, который предполагал невмешательство Латвии в белогвардейское движение внутри России, вместе с тем страна получала шанс заручиться дипломатическим признанием со стороны России и получить определённые финансовые и территориальные льготы. Этот договор происходил в несколько скандальной внутридипломатической атмосфере и явно противоречил тайным желания представителям государств Антанты. Следующий, возможно, более известный мирный договор РСФСР с Польшей и Украиной был провозглашен и подписан в рижском Доме Черноголовых. Во время торжественного заседания советскую сторону представлял возглавлявший делегацию Киров, а, в частности, со стороны Украины присутствовал видный деятель национального футуризма Михаил Семенко, оставивший несколько новаторских по содержанию лирических «зарисовок» рижского городского пейзажа. Сами делегаты были размещены в гостинице, в том числе и Сергей Миронович Киров, который и в 1921 году избрал для себя эту гостиницу.

## Смерть Собинова
В 1934 году из европейского турне через любимую Ригу на родину возвращается певец Леонид Витальевич Собинов и останавливается в гостинице «Петербург». Утром 14 октября по Риге разлетаются вести о его безвременной кончине. О смерти исполнителя рано утром сообщила его жена, Нина Ивановна Мухина-Собинова.

## Остановка Ахмеда Зогу
В 1939 году, после вторжения Италии в королевство Албанию в рамках агрессивной милитаристской политики ирредентизма, новые силы вынуждают короля страны Ахмета Зогу срочно бежать из страны и искать политического убежища. После некоторого периода пребывания в Греции Черчилль соглашается «подставить крыло» изгнанному монарху, но перед этим на несколько месяцев Зогу вынужден был остановиться в Риге. Сперва было принято решение разместить коронованного изгнанника в гостинице «Рим», однако Зогу усмотрел в предложении политическую невежливость и попросился в «Петербург», где разместился вместе с тремя дочерьми. Семья свергнутого правителя Албании общалась с персоналом на французском языке — существует романтическая история, связанная с невинной влюбленностью швейцара гостиницы Бруно в младшую дочь монарха.

## Дальнейшая судьба здания
Последним хозяином этой гостиницы был Людвиг Клисман. В 1940 году она подверглась национализации и была превращена в офисное здание. В настоящее время здесь расположены частные фирмы и государственные предприятия.